# Hulstina xera
Hulstina xera là một loài bướm đêm trong họ Geometridae.